# Редкость ресурсов
Редкость ресурсов (ограниченность ресурсов) (англ. Scarcity) — экономическое понятие, выражающее конечность, редкость, дефицитность ресурсов, доступных человеку и человечеству в каждый конкретный момент, относительную их недостаточность, в сравнении с безграничными человеческими потребностями, для удовлетворения которых эти ресурсы употребляются.

## Основа экономики
Основу экономической науки формируют два фундаментальных факта:
- безграничные потребности;
- редкость ресурсов.

## Свойства производственных ресурсов
Все экономические ресурсы — редки, имеются в ограниченном количестве. Вследствие редкости и конечности производственных ресурсов само производство ограничено. Общество не способно производить и потребить весь объём товаров и услуг, которое хотело бы потребить.

## Проблема оптимального выбора

Кривая производственных возможностей

Так как человек не может удовлетворить все свои потребности имеющимися в наличии ресурсами — ему приходится выбирать, какие потребности удовлетворить первыми, сравнивать их полезность с необходимыми для их получения ресурсами (утилитаризм), или сравнивать товары и услуги между собой без присвоения им конкретных значений полезности. В любом случае приходится решать, как потратить как можно меньшее количество ресурсов на как можно большее удовлетворение от товаров и услуг, в которые они воплотятся.
При решении проблемы ограниченности ресурсов и безграничности потребностей возникает выбор: какие потребности требуют немедленного удовлетворения, какие можно отложить, а от каких отказаться.
В ходе выбора возникает альтернативная стоимость — эта стоимость наилучшая из упущенных возможностей, которая обладает большей ценностью. Графически выбор иллюстрируется кривой производственных возможностей (сокращённо КПВ). Альтернативная стоимость растёт в результате убывания производительностей ресурсов.
КПВ всегда выпукла от начала координат, так как характеризуется ростом альтернативных издержек. Если точки лежат на кривой, то это эффективное производство, так как затрачиваются все ресурсы.
Точка Е характеризует неэффективное производство, ввиду не использования части ресурсов, Ж — невозможный объём производства.
КПВ может изменить своё положение, если:
1. улучшается технология производства одного товара, изменяется угол наклона и увеличиваются возможности производства одного из товаров;
2. если увеличивается количество располагаемых ресурсов, КПВ смещается от начала координат.

## Виды ресурсов
Традиционно выделяют следующие виды ресурсов:
- «земля» — сырьё, пашни, недра, леса и воды;
- «капитал» — средства производства;
- труд — рабочая сила;
- предпринимательская способность.

Зависимость уровня производства и затрачиваемых ресурсов описывается производственной функцией, при этом учитывается возможная скорость изменения участвующих в производстве ресурсов.